# Cree Summer

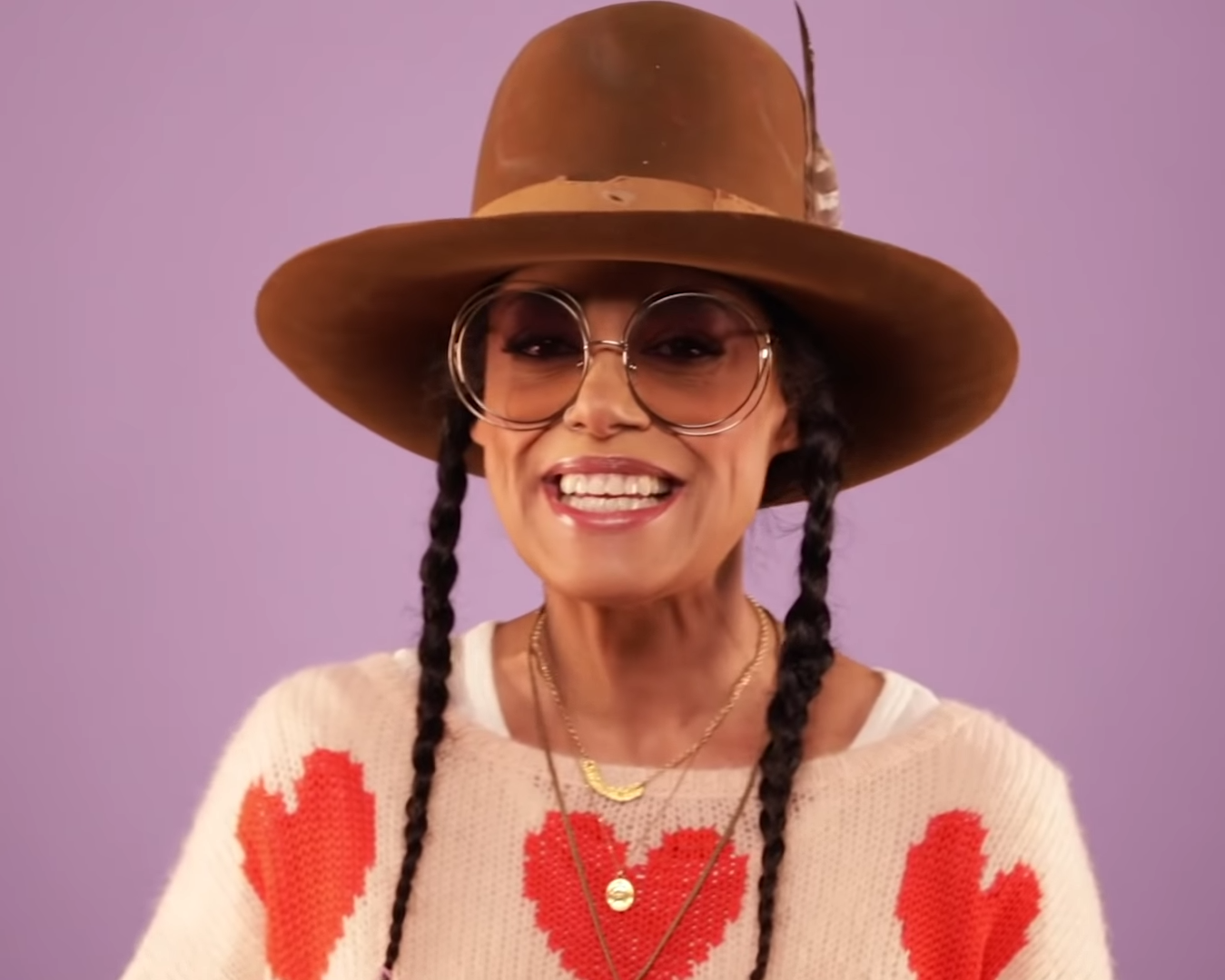
Cree Summer, 2020

Cree Summer Francks (* 7. Juli 1969 in Los Angeles, Kalifornien) ist eine US-amerikanische Synchronsprecherin, Schauspielerin und Sängerin.

## Leben und Leistungen
Cree Summer wurde in Los Angeles geboren, verbrachte aber ihre Kindheit im Indianerreservat Red Pheasant Indian Reserve bei North Battleford in der kanadischen Provinz Saskatchewan. Sie ist eine Tochter des kanadischen Schauspielers und Sängers Don Francks. Ihre Mutter Lili Francks ist eine kanadische Schauspielerin und Tänzerin, sie ist eine Indianerin vom Stamm der Cree und trägt den Namen Red Eagle, sie hat auch afrokanadische Vorfahren. Cree Summers jüngerer Bruder Rainbow Sun Francks (* 1979) ist ebenfalls Schauspieler und Sänger und spielte z. B. Leutnant Aiden Ford in der Fernsehserie Stargate Atlantis.
Summer begann ihre Berufslaufbahn als Synchronsprecherin in der Zeichentrickserie Inspector Gadget (1983). Als Schauspielerin war sie in der Comedyserie College Fieber (A Different World) (1987–1993), einem Ableger der Bill-Cosby-Show, zu sehen. In der Szene von Michael Jacksons Musikvideo Black Or White (1991), in der verschiedene Gesichter ineinander übergehen, ist sie das letzte Gesicht. Sie widmete sich vermehrt ihrer Musikkarriere in den USA und veröffentlichte 1999 ihre CD Street Faërie. Sie komponierte und sang die Musikstücke. Der US-amerikanische Musiker Lenny Kravitz produzierte, arrangierte und steuerte Hintergrundmusik bei. Den Song Mean Sleep sangen sie im Duett. Sie trat auch als Vorgruppe bei Kravitz’ Tournee 1998/1999 auf. 1999 waren Summer und Kravitz auf dem Freiluft-Festival Rock am See am Bodensee zu hören.
Inzwischen arbeitet Cree Summer oft als Synchronsprecherin. Mittlerweile wirkte sie in über 130 Produktionen mit, oft als Stimme einer Afroamerikanerin. Sie ist vorwiegend im Fernsehen in englischsprachigen Zeichentrickserien und -filmen zu hören, aber auch in Computerspielen und in Werbespots. Sie lieh ihre Stimme Charakteren in den Originalversionen der Kinofilme Atlantis – Das Geheimnis der verlorenen Stadt (Atlantis: The Lost Empire) (2001) und Bambi 2 – Der Herr der Wälder (Bambi II) (2006).
1999 wurde Cree Summer bei den Annie Awards nominiert, 2001 bei den Daytime Emmy Awards. 1996, 2002 und 2004 war sie bei den Image Awards nominiert.

## Filmografie (Auswahl)
Sie wird manchmal auch als Cree Summer Franck, Cree Summer Francks, Cree Summer-Francks oder Cree Summers aufgelistet.

### Synchronsprecherin
- 1983: Inspector Gadget (Folge The Invasion)
- 1985: Die Ewoks (Ewoks)
- 1990: Widget – Der kleine Wächter (Widget, the World Watcher)
- 1990: Captain Planet (Captain Planet and the Planeteers)
- 1990: Tiny Toon Abenteuer (Tiny Toon Adventures) (4 Folgen)
- 1994: Animaniacs (Folge No Face Like Home/Lookit the Fuzzy Heads)
- 1995: Freakazoid! (Folge Dance of Doom)
- 1995: Tuesday Morning Ride
- 1994, 1995, 1996: Gargoyles – Auf den Schwingen der Gerechtigkeit (Gargoyles) (4 Folgen)
- 1997, 1998: Pinky und der Brain (Pinky and the Brain) (2 Folgen)
- 1999: Simsalabim Sabrina (Sabrina the Animated Series)
- 1999: Expedition der Stachelbeeren (The Wild Thornberrys) (2 Folgen)
- 1999: Pepper Ann (3 Folgen)
- 2000: Disneys Wochenend-Kids (The Weekenders)
- 1999–2001: Batman of the Future (Batman Beyond) (14 Folgen)
- 2001: Johnny Bravo (Folge A Johnny Bravo Christmas)
- 2001: Atlantis – Das Geheimnis der verlorenen Stadt (Atlantis: The Lost Empire)
- 2002: Die Abenteuer der Familie Stachelbeere (The Wild Thornberrys Movie)
- 2002: Totally Spies (Totally Spies!) (Folge Model Cityzens)
- 2002: Rugrats (Folge Who’s Taffy?)
- 2002: Barbie als Rapunzel (Barbie as Rapunzel)
- 2003: Atlantis – Die Rückkehr
- 2003: Teenage Robot (My Life as a Teenage Robot) (Folge Ear No Evil/Unlicensed Flying Object)
- 2003: Rocket Power (Folge Reggie’s Big Break)
- 2003: All Grown Up – Fast erwachsen (All Grown Up!)
- 2000–2004: Gingers Welt (As Told by Ginger) (16 Folgen)
- 2004: Star Wars: Clone Wars
- 2003–2005: Deckname Kids next door (Codename: Kids Next Door) (3 Folgen)
- 2005: Camp Lazlo
- 2004–2006: Danny Phantom (5 Folgen)
- 2006: Ben 10 (2 Folgen)
- 2006: W.i.t.c.h. (W.I.T.C.H.) (4 Folgen)
- 2004–2007: Drawn Together (36 Folgen)
- 2006: Bambi 2 – Der Herr der Wälder (Bambi II)
- 2010: The Drawn Together Movie: The Movie!
- seit 2021: Rugrats

### Computerspiele
- 2003: Freelancer – Freelancer
- 2003: Final Fantasy X-2
- 2006: The Legend of Spyro – A New Beginning – Cynder
- 2009: Batman: Arkham Asylum
- 2012: Kid Icarus: Uprising – Medusa

### Schauspielerin
- 1985: Nachtstreife (Night Heat, Fernsehserie, Folge 1x01)
- 1987–1993: College Fieber (A Different World) (87 Folgen)
- 1994: Der Prinz von Bel Air (The Fresh Prince of Bel-Air) (Folge The Harder They Fall)
- 2025: Ironheart (Fernsehserie, 1 Folge)

## Diskografie
- 1993: Womb Amnesia
- 1999: Street Faërie
- 1999: Revelation Sunshine (Single)